# جوناثان فيسك
جوناثان فيسك هو محامي وسياسي أمريكي، ولد في 26 سبتمبر 1778، وتوفي في 23 يوليو 1832. نشط حزبياً في الحزب الجمهوري الديمقراطي. وقد انتخب عضو مجلس النواب الأمريكي ‏.